# Roland
Pour les articles homonymes, voir Roland (homonymie).
Roland (en vieux-francique Hruodland ou Hruotland), dit « Roland le Preux », mort en 778 à Roncevaux, est un noble franc du début de la période carolingienne, chargé en tant que préfet de la marche de Bretagne (praefectus britannici limitis) de défendre la frontière du royaume des Francs contre les Bretons installés depuis le Ve siècle à l'ouest de la péninsule armoricaine. 
Sa mort dans les Pyrénées au cours d'un combat d'arrière-garde contre des Basques, au retour de la campagne de Charlemagne en Espagne, en fait par la suite un personnage de légende, le héros de la Chanson de Roland, ouvrage composé au XIe siècle. Dans cette épopée en langue française, il est présenté comme le neveu de Charlemagne et meurt à Roncevaux lors d'une grande bataille contre les Sarrasins, guidés par le traître Ganelon. Le personnage de Roland est associé à son épée, Durandal, à son cheval, Veillantif et à son cor, un olifant, avec lequel il appelle en vain Charlemagne à son secours. 
Objet de diverses légendes populaires qui en font un géant, il a donné son nom à plusieurs lieux des Pyrénées, notamment à la brèche de Roland, au sud du cirque de Gavarnie. Il est considéré comme un des douze preux de Charlemagne.

## Personnage historique

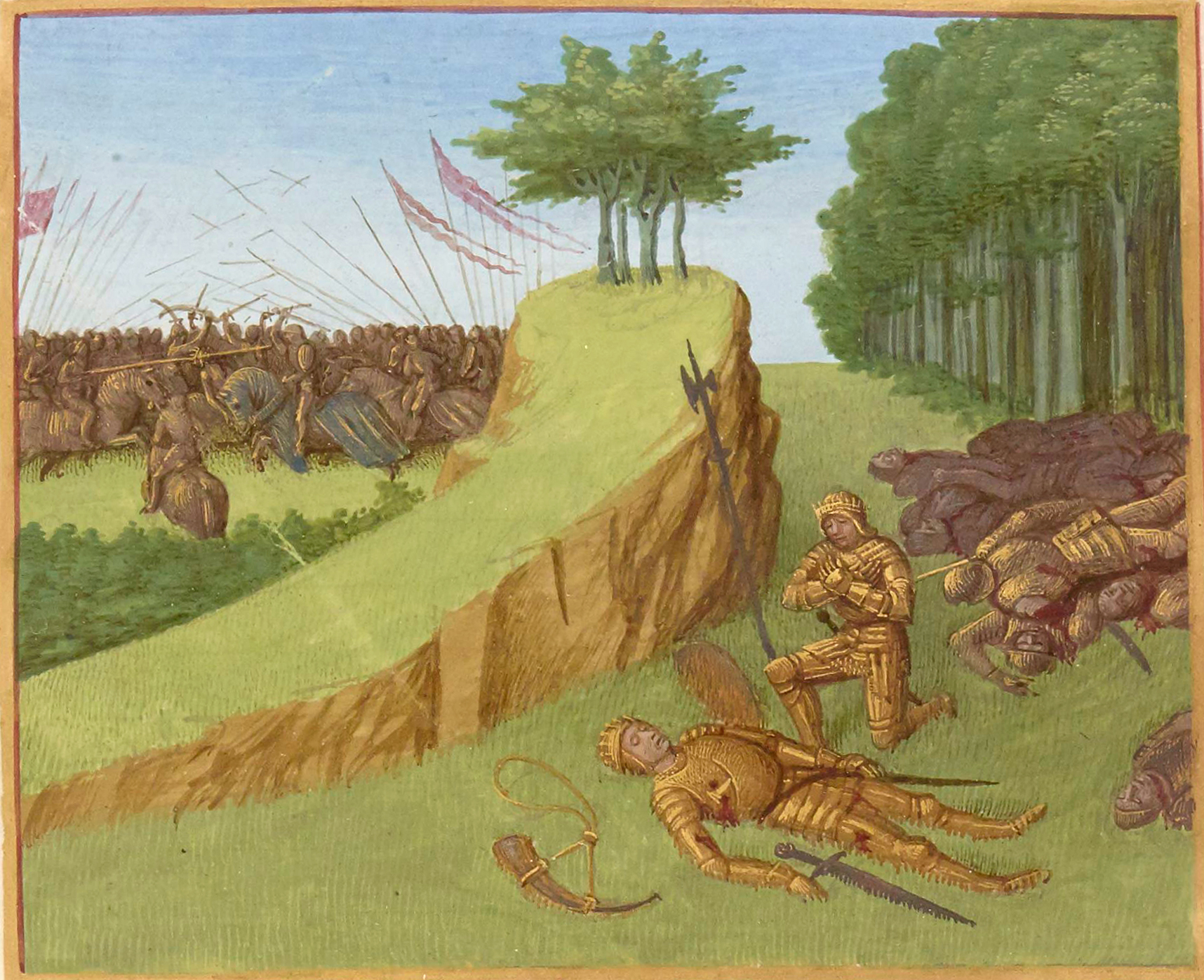
La mort de Roland au col de Roncevaux.
Enluminure de Jean Fouquet, Grandes Chroniques de France, Paris, BnF, Département des Manuscrits, XVe siècle.

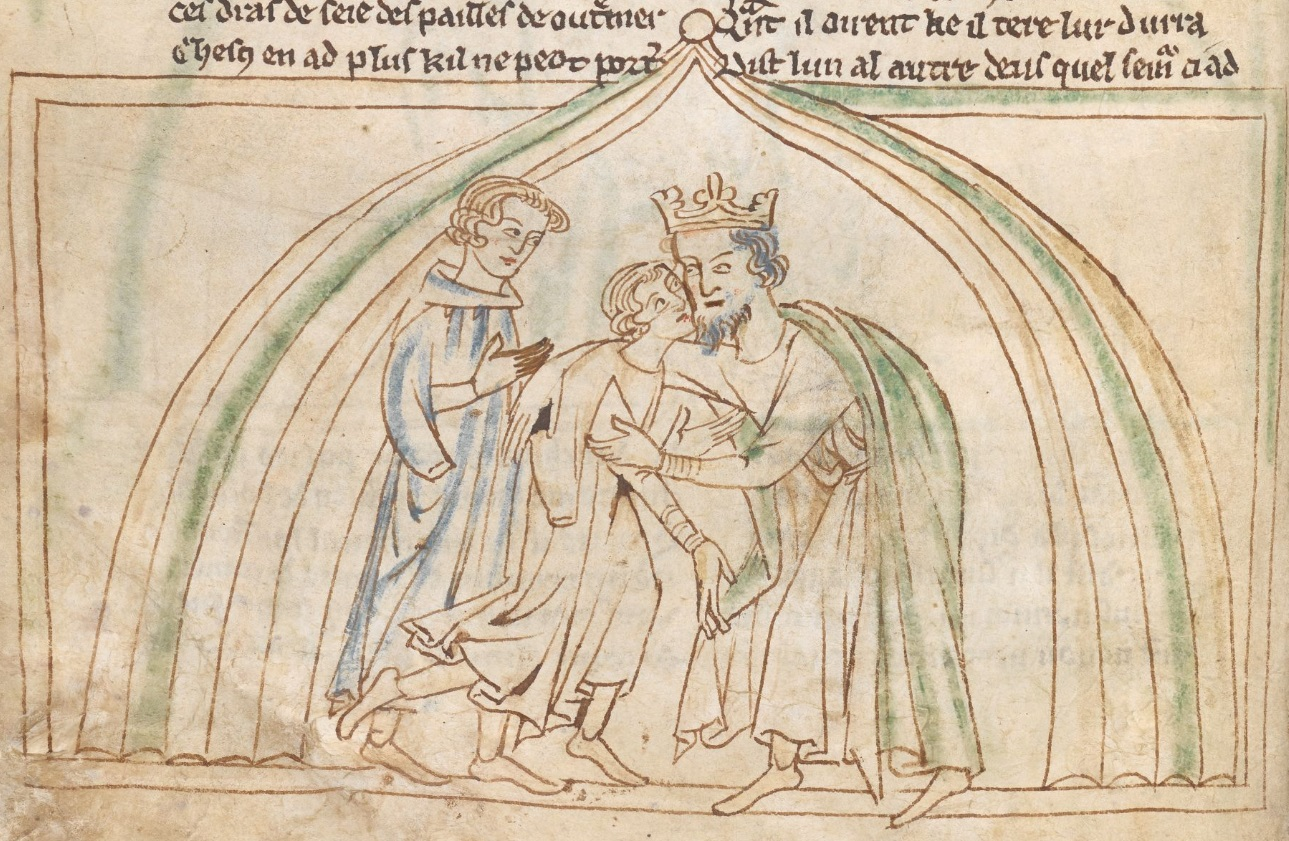
Charlemagne embrasse Roland.
Chanson d'Aspremont, British Library, Lansdowne Ms. 782, XIIIe siècle.

### La campagne de Charlemagne en Espagne et le combat de Roncevaux
Selon la Vita Karoli Magni, écrite entre les années 829 et 836 par le moine et chroniqueur Éginhard, les Vascons massacrèrent Roland et toute son armée au cours d'une bataille qui a lieu à Roncevaux, dans les Pyrénées, sur la route allant de Pampelune à Saint-Jean-Pied-de-Port.
En 778, le roi des Francs Charles, futur empereur Charlemagne, fils de Pépin le Bref, conduit ses troupes en Espagne à la demande du wali de Saragosse, Soliman ibn al-Arabi, révolté contre l'émir de Cordoue. Mais lorsque les Francs arrivent à Saragosse, le wali a été remplacé et Charles, trouvant les portes closes, se replie sans combat. 
Pour compenser cet échec, l'aile occidentale de l'armée franque, conduite par le roi, s'en prend à la ville navarraise de Pampelune. Les murailles sont rasées et la ville pillée. L'armée poursuit son chemin vers l'Aquitaine en empruntant la route de Roncevaux.
Le 15 août 778,, des Vascons de Pampelune rattrapent l'armée franque, lourdement armée, alors qu'elle progresse dans une vallée encaissée depuis Roncevaux. L'arrière-garde est anéantie. Roland et quelques autres nobles sont tués, ainsi que le comte du palais Anselme le preux. Les Vascons reprennent le butin de Pampelune.

## Personnage légendaire

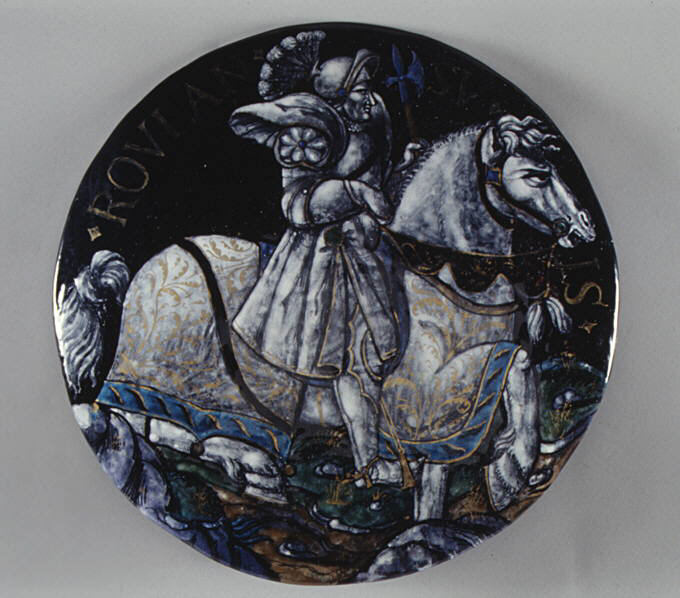
Roland par Colin Nouailher, vers 1541, Metropolitan Museum of Art.

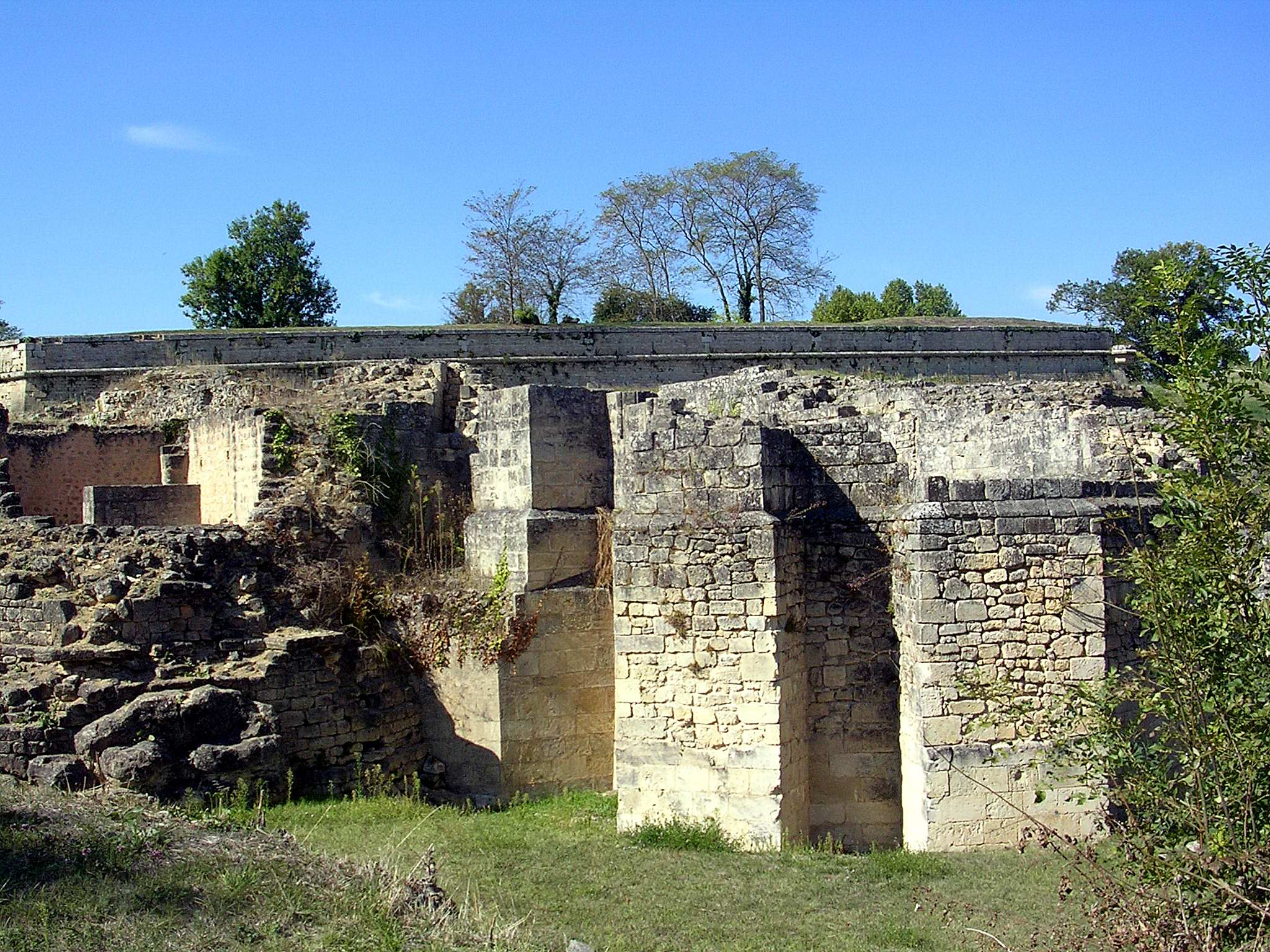
Vestiges de la basilique Saint-Romain de Blaye où la légende situe le tombeau de Roland.

Trois siècles plus tard, vers la fin du XIe siècle, des récits tels que la Chanson de Roland substituent les Sarrasins aux Vascons. La mort de Roland devient un symbole de l'affrontement entre chrétiens et musulmans, qui a lieu en Espagne depuis le IXe siècle (début de la Reconquista) et va prendre une nouvelle dimension en 1099 avec la première croisade. Roland devint l'un des paladins de Charlemagne et son histoire est contée dans de nombreux récits de la matière de France.
Selon une légende qui a pris naissance avec le développement de la Reconquista et du pèlerinage de Saint-Jacques-de-Compostelle, le tombeau de Roland, seigneur de Blaye, se trouverait dans la basilique Saint-Romain de Blaye (actuelle Gironde), nécropole des rois mérovingiens d'Aquitaine, aujourd'hui détruite mais dont les fouilles archéologiques sont visibles.
Comme beaucoup de personnages antérieurs à l'apparition de l'héraldique, Roland s'est vu attribuer assez tardivement des armoiries imaginaires. Elles sont D'or au lion de gueules, à la bordure engrêlée de sable,.

Armoiries imaginaires selon Michel Pastoureau : D'or au lion de gueules, à la bordure engrêlée de sable.

## Traces toponymiques de Roland

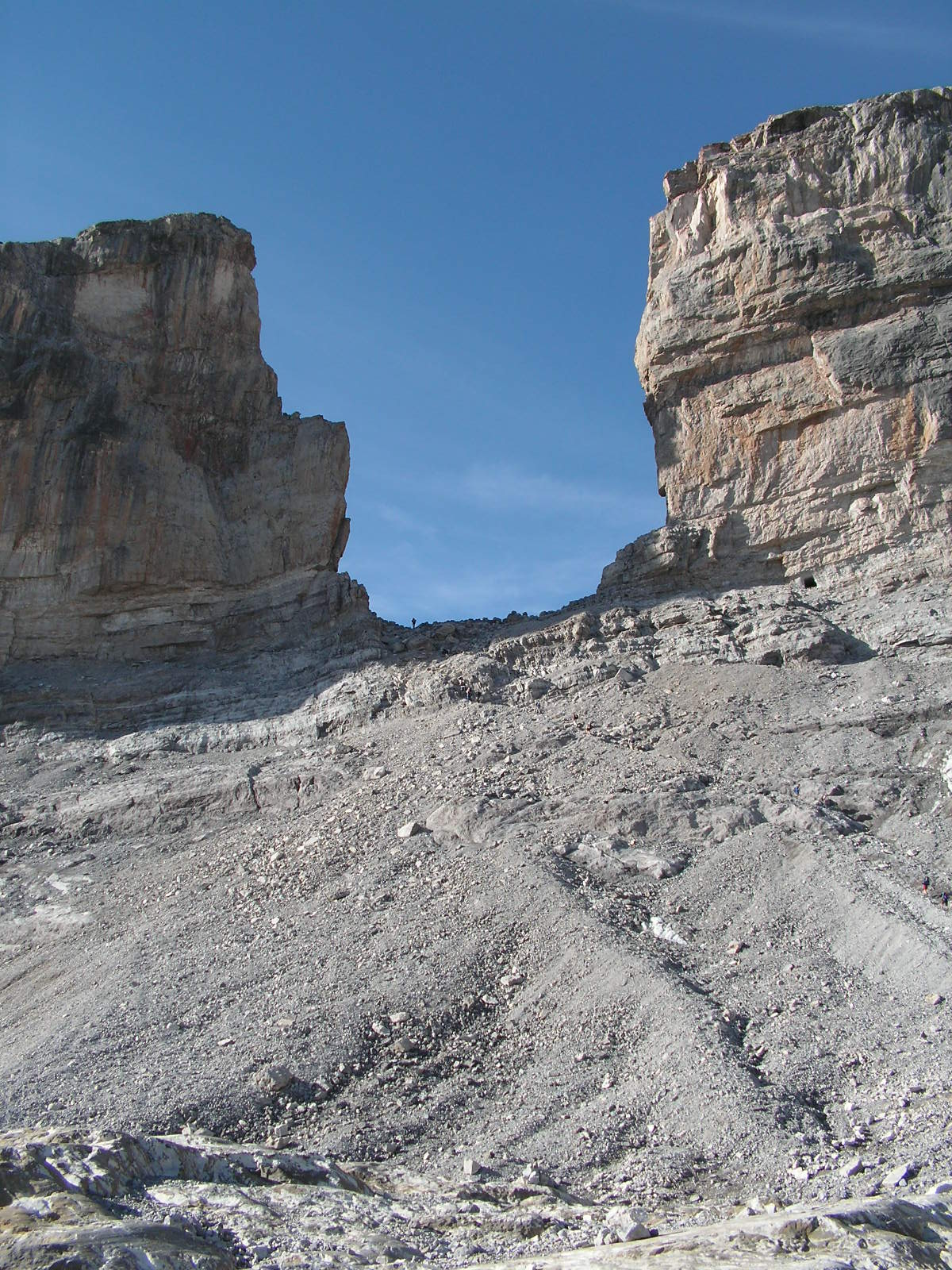
La « brèche de Roland ».

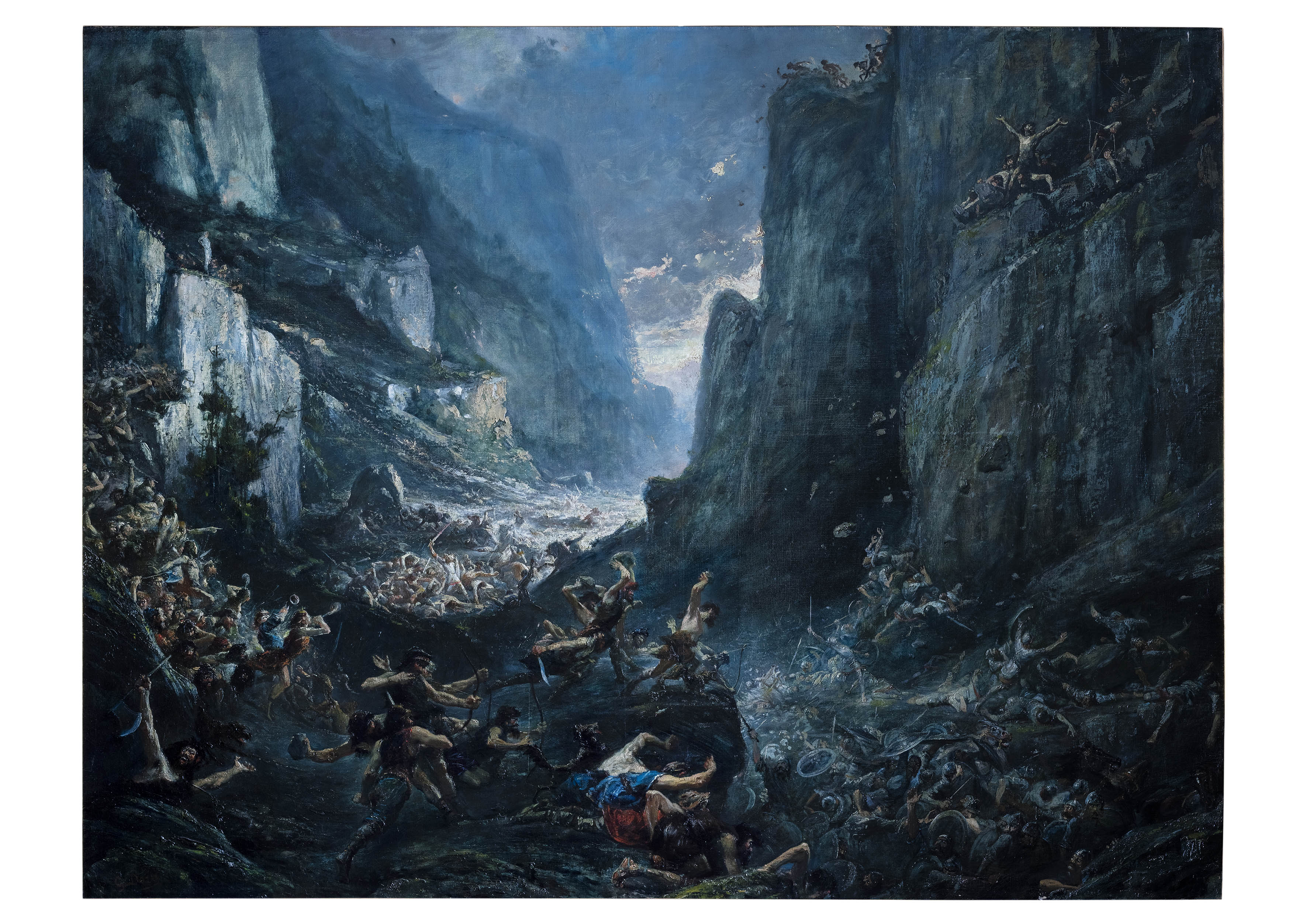
Roland à Roncevaux, huile sur toile de Gustave Doré, collection particulière, Paris.

Les légendes liées à Roland font partie de la mythologie pyrénéenne. 
Roland est devenu un géant et a laissé des traces de son passage un peu partout sur les deux versants de la chaîne montagneuse.

### Dans les Pyrénées

#### Lieux remarquables liés à Roland
La légende attribue la brèche de Roland, gigantesque entaille naturelle dans la paroi des falaises situées sur le pourtour du cirque de Gavarnie, aux coups portés par le héros pour briser son épée Durandal qui renfermait dans sa garde une dent de saint Pierre. 
Au sud, dans le Haut Aragon, le Salto de Roldán (« saut de Roland ») est constitué par deux sommets éloignés, séparés par un précipice que son cheval aurait franchi d'un bond (Veillantif, le cheval de Roland, était à la mesure de son maître, et ses traces sont multiples). 
Il existe de nombreux Pas de Roland, passages taillés dans la roche. On ne compte plus les rochers qui ont servi à Roland pour jouer au palet, les marques de ses pas creusées dans la roche, etc.

#### Dans le Vallespir: le tombeau et le palet de Roland
A Arles-sur-Tech (Pyrénées-Orientales), dans le pays du Vallespir, un dolmen (marquant la limite avec une commune voisine) est appelé Caixa de Rotllan, c'est-à-dire « tombeau de Roland ». Il est proche d'un chaos rocheux appelé palet de Rotllan (« jeu de palets de Roland ») : Roland se servait des rochers comme palets pour écraser les châteaux du Vallespir.
Selon les légendes locales, Roland aurait vécu dans le Vallespir, et après la bataille de Roncevaux, son corps y aurait été ramené par son cheval pour être inhumé.

#### Au Pays basque
Au Pays basque, l'enfance de Roland est un thème récurrent : un berger trouve un enfant nouveau-né qui tète une de ses vaches. L'enfant grandit et révèle une force phénoménale. 
Devenu adulte, il se fait forger un makila de fer, « gros comme une poutre ». Il s'en va combattre les Mairiak, dans ce cas clairement désignés comme les Maures. Il est souvent accompagné d'Olivier (le Daim) mais aussi de Samson avec qui il rivalise d'exploits. On retrouve souvent les caractéristiques et les thèmes attribués à Jean de l'Ours : la force surhumaine exercée involontairement contre les camarades d'école, la canne de fer, les compagnons.

### Légendes relatives à l'épée Durandal
D'autres légendes évoquent la redécouverte de Durandal ; en 1845, selon le voyageur anglais R. Ford, elle était visible à Madrid ; quand Fulcanelli écrit Le Mystère des cathédrales (1922), Durandal se trouve dans un coffre scellé dans la roche et enchaîné à Rocamadour ; en 1968, selon le professeur Gómez Tabanera, dans un petit village des Pyrénées (sans autre précision), les femmes stériles désirant avoir un enfant se passaient sur le ventre « l'épée de Roland ».

### Dans les Alpes
Roland et son cheval Veillantif sont connus aussi en Isère au travers de la légende des trois pucelles : des pitons rocheux du Vercors dominant Grenoble.

## Roland dans la littérature et les arts

### Littérature
- La Chanson de Roland (édition de C. Segre), Genève, Droz, 1989, 2 volume, 1070 p.
- La Chanson de Roland (traduction de P. Jouin), Paris, Gallimard, coll. « Folio », 1979.
- Luigi Pulci, Morgant le Géant (1460-1470), Oudot, 1625.
- Boiardo, Le Roland amoureux (1486), trad. Alain-René Lesage, Publications de l'Université de Saint-Étienne, 2001, 351 p.
- Arioste, Roland furieux (1532), texte et traduction de Michel Orcel, Paris, Seuil, 2000, 2 t.
- Alfred de Vigny, Poèmes antiques et modernes, Le Cor, 1826.
- Auguste Mermet, Roland à Roncevaux (1864), livret d'opéra.
- René Barjavel, Roland, le chevalier plus fier que le lion, Paris, Denoël, 1942 pour l'édition originale (lire en ligne).
- Jean-Marcel Paquette, La Chanson de Roland, Métamorphoses du texte, Essai d’analyse différentielle des sept versions, Orléans, Éditions Paradigme, 2014, 112 pages et tableaux synoptiques.

### Cinéma et télévision
- Charlemagne, le prince à cheval, téléfilm franco-italo-germano-luxembourgeois en trois parties, réalisé par Clive Donner, et diffusé la première fois sur France 2 en 1993, avec Xavier Deluc dans le rôle de Roland.

### Peinture
Roland à Roncevaux de Gustave Doré 